# Della Torre e Tasso

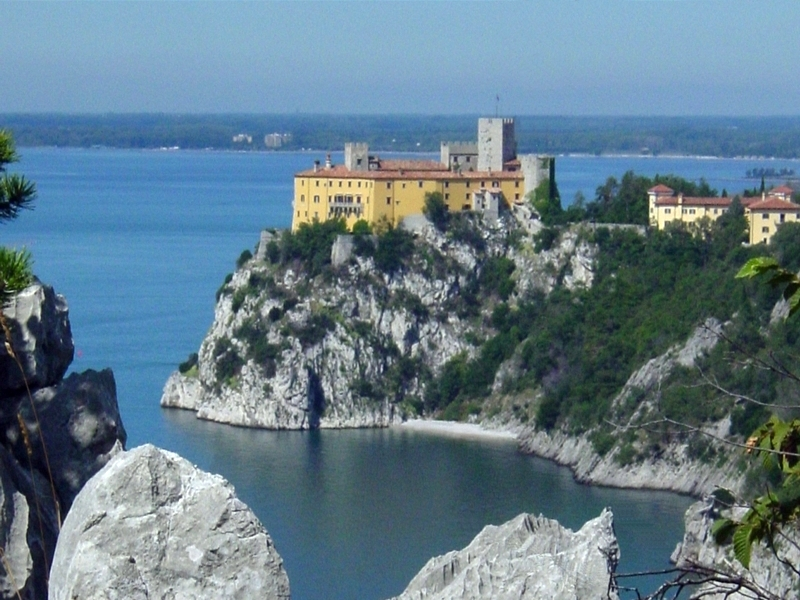
Kasteel Duino

Della Torre e Tasso is een geslacht waarvan leden sinds 1934 tot de Italiaanse adel behoren.

## Geschiedenis
Bij familieverdrag van 15/23 juni 1933 deden Alexander von Thurn und Taxis (1881-1937) en zijn twee zonen Raymund (1907-1986) en Ludwig (1908-1985) afstand van hun rechten behorende bij het vorstenhuis Thurn und Taxis. Alexander, zoon van Alexander prins von Thurn und Taxis, heer van Dobrawitz, Loučeň, Mzell en Duino (1851-1939) en Marie prinses zu Hohenlohe-Waldenburg-Schillingsfurst (1855-1934), was al in 1923 in Italië genaturaliseerd en had de naam della Torre e Tasso aangenomen. Op 28 mei 1934 werd hij in het Italiaanse adelsboek (Libro d'Oro della Nobilità Italiana) opgenomen met verlening van de titel Duca di Castel Duino bij eerstgeboorte, vernoemd naar hun eigendom kasteel Duino. Bij Italiaans Koninklijk Besluit van 21 augustus 1939 werd het predicaat Altezza Serenissima (Doorluchtigheid) verleend met overgang bij eerstgeboorte.
De leden van het geslacht voeren de titel van prins en prinses met de predicaten "Don" / "Donna" en Doorluchtigheid.

## Enkele telgen
Alexander prins della Torre e Tasso, 1e hertog van Castel Duino (1881-1937), keizerlijk en koninklijk kamerheer, diplomaat; trouwde in 1906 met Marie prinses de Ligne (1885-1971), dochter van Louis vorst de Ligne (1854-1919) en Elisabeth de La Rochefoucauld (1865-1946) en lid van de familie De Ligne
- Raymund prins della Torre e Tasso, 2e hertog van Castel Duino (1907-1986); trouwde in 1949 met Eugénie prinses van Griekenland, prinses van Denemarken (1910-1989), dochter van admiraal George prins van Griekenland (1869-1957) en de psychoanalytica Marie prinses Bonaparte (1882-1962)
  - Carlo-Alessandro prins della Torre e Tasso, 3e hertog van Castel Duino (1952), bewoner van kasteel Duino en chef de famille
    - Dimitri prins della Torre e Tasso (1977), vermoedelijke opvolger als chef de famille
- Ludwig prins della Torre e Tasso (1908-1985): met nageslacht in de USA
- Margarete prinses von Thurn und Taxis (1909-2006); trouwde in 1931 met Gaetano de Bourbon prins van Parma (1905-1958), zoon van Robert hertog van Parma (1848-1907) en Maria Antonia infante van Portugal (1862-1959)